# Barstyčiai-stenen
Barstyčiai-stenen er den største vandreblok i Litauen nær landsbyen Puokė, i Skuodas distriktskommune i den nordlige udkant af det centrale højland Žemaitija. Stenen består af feldspat, kvarts og glimmer.
Stenen er ikke oprindelig fra Litauen, den blev ført dertil ad den baltiske plade (tidligere kaldt den fennoskandiske plade), fra et område i Sydsverige, af is under Weichsel-istiden. Stenen er 11,3 m lang, 5,9 m bred og 3,3 m høj, og anslås at veje 680 tons.

## Historie
Tidligere var det kun toppen af stenen, som var synlig fra overfladen, men i forbindelse med en grøftegravning i 1956-57, fik man en fornemmelse af dens faktiske størrelse. Udgravningen af stenen blev ledet af Peter Grigaičiai.
Da man havde afsluttet udgravningen, kunne man konstatere, at denne sten var større end den hidtidigt største vandreblok i landet, Puntukas.